# Wield
Wield est une paroisse civile du Hampshire, en Angleterre.